# Södertälje (gemeente)
Södertälje (uitspraak: Seudertelje) is een Zweedse gemeente in Södermanland. De gemeente behoort tot de provincie Stockholms län. Ze heeft een totale oppervlakte van 697,9 km2 en telde 80.405 inwoners in 2004.

## Partnersteden
- Angers (Frankrijk)
- Forssa (Finland)
- Sarpsborg (Noorwegen)

## Plaatsen
- Södertälje (stad)
- Järna
- Pershagen
- Hölö
- Mölnbo
- Ekeby (Södertälje)
- Sandviken (Södermanland)
- Vattubrinken
- Viksäter
- Tuna (Södermanland)
- Skogsbrynsbyn
- Stjärna en Aska
- Solberga en Solåkrabyn
- Norrvrå
- Viksberg (noordelijke delen)
- Ytterjärna
- Söräng
- Åkerby
- Oaxen
- Billsta
- Mikaelsgården
- Hall (Södermanland)
- Almvik (Södermanland)
- Saltå
- Östra Kallfors